# Tetraponera penzigi
Tetraponera penzigi é uma espécie de formiga do gênero Tetraponera, pertencente à subfamília Pseudomyrmecinae. Segundo a literatura científica, viveria sob espécie de acácia africana Acacia drepanolobium, e protegeria-a dos elefantes (picando-lhes a tromba quando o elefante se tentava alimentar da planta).